# Sally Martin
Sally Erana Martin (n. Wellington, Nueva Zelanda; 14 de mayo de 1985) es una actriz neozelandesa. Es conocida por interpretar a Tori Hanson en la serie Power Rangers Ninja Storm. También ha trabajado en varias series de televisión tales como The Tribe y The Srip y en la película para televisión Murder in Greenwich. Tuvo una relación con el actor Jon Foster.

## Filmografía
| Año             | Título                            | Personaje                 | Notas                               |
| --------------- | --------------------------------- | ------------------------- | ----------------------------------- |
| 2001            | The Strip                         | Gemma                     | Serie de TV                         |
| 2001-2002       | La Tribu                          | Desconocido               | Serie de TV                         |
| 2002            | Revelaciones                      | Annie                     | Serie de TV                         |
| 2002            | Murder in Greenwich               | Charity Foster            | Serie de TV                         |
| 2003            | Power Rangers Ninja Storm         | Tori Hanson / Ranger Azul | Serie de TV                         |
| 2003            | Power Rangers Ninja Storm         | Tori Hanson / Ranger Azul | Videojuego (Voz)                    |
| 2004            | Power Rangers Dino Thunder        | Tori Hanson / Ranger Azul | Serie de TV (Dos episodios)         |
| 2005            | NZ Post Campain                   | Emma Watson               | Campaña de TV                       |
| 2005            | The Killian Curse                 | Katrina                   | Serie de TV                         |
| 2005            | Seven Periods with Mr Gormsby     | Sophie                    | Serie de TV                         |
| 2006            | Wendy Wu: Homecoming Warrior      | Tory                      | Película Original de Disney Channel |
| 2006            | The Last Great Snail Chase        | Josie Wales               | Película de TV                      |
| 2007            | My Story                          | Trisha                    | Serie de TV                         |
| 2007            | Welcome to Paradise               | Sasha                     | Serie de TV                         |
| 2007            | Power Rangers Operation Overdrive | Tori Hanson / Ranger Azul | Serie de TV (Dos episodios)         |
| 2009-actualidad | Shortland Street                  | Nicole Miller             | Serie de TV                         |

- Datos: Q468606